# مرعشلی
ماراشلی (به ترکی استانبولی: Maraşlı) الگو:به فارسی ایرانی (به معنی اهل ماراش) مجموعه تلویزیونی ترکی در ژانر درام، اکشن سال ۲۰۲۱ ترکیه است.

## خلاصه داستان
مرعشلی (بوراک دنیز) که قبلاً سرباز نیروی ویژه بوده، یک مغازه ی صحافی باز می‌کند و سعی می‌کند از آنجا امرار معاش کند. نقطه‌ی عطف زندگی مرعشلی روزی‌است که دخترش زلیش تیر می‌خورد. مرعشلی با این که تنها هدفش حیات بخشیدن (امید بخشیدن) به دخترش است ولی رنج بزرگی که به دخترش تحمیل شده را هم فراموش نکرده است. روزی دختری بسیار زیبا به اسم ماهور (آلینا بز) وارد مغازه‌اش می‌شود که در همان روز ناخواسته درگیر ماجرای خطرناکی شده است و مرعشلی زندگی او را نجات می‌دهد و همان روز تقدیر این دو نفر به هم گره می‌خورد…